# Трнавчевич, Захарие
Захарие Трнавчевич (серб. Zaharije Trnavčević; 2 января 1926, Шабац, Королевство Югославия — 13 января 2016, Белград, Сербия) — югославский сербский журналист и государственный деятель, и.о. президента Народной Скупщины Сербии (2012).

## Биография
Окончил педагогический институт. Был участником Народно-освободительной войны Югославии.
Журналистскую карьеру начал в журнале «Кооператив» в декабре 1948 года. С 1964 года работал на радио и телевидении Сербии, где был ведущим и редактором. После ухода на пенсию в 1987 году основал и редактировал телешоу «Четвертое измерение», в котором речь шла о вопросе защиты материальных и гражданских прав телезрителей, которые нарушались государственными служащими. С 1998 по 2015 год на различных телеканалах вёл популярную программу «Знание собственности».
Как член Демократической партии избирался депутатом Народной Скупщины, был советником министра сельского хозяйства. В первом многопартийном составе парламента (1990) занимал пост председателя Комитета по сельскому хозяйству, пищевой промышленности, лесного хозяйства, аквакультуры и сельского развития.
В качестве старейшего депутата председательствовал в январе 2001 года на первом заседании Скупщины после отстранения от власти Слободана Милошевича. После избрания в Скупщину в мае 2012 года от коалиции «Преокрет» вновь исполнял обязанности её президента. После возвращения в ряды Демократической партии принимал участие в парламентских выборах 2014 года.
Был отмечен рядом престижных национальных премий в области журналистики.
Умер 13 января 2016 года в Белграде в возрасте 90 лет.